# 本髙克樹
本髙 克樹（もとだか かつき、1998年12月6日　- ）は、日本のアイドル、歌手、俳優。ジュニア内男性アイドルグループ・B&ZAIのメンバー。
東京都出身。STARTO ENTERTAINMENT所属。

## 来歴
おばが堂本光一のファンで、今後サッカーをプレーしていくことと迷ったが、おばに「何万分の1だよ、東大受かるよりも凄いんだよ」と言われジャニーズのオーディションを受けることを決意。2011年8月27日に13歳でジャニーズ事務所に入所する。
2016年4月の舞台『ジャニーズ銀座2016』には天才Geniusのメンバーとして出演する。
2018年2月に結成された7 MEN 侍のメンバーに選ばれる。 
2020年10月、舞台『幸福王子』で初主演をつとめた。
2025年2月16日に7 MEN 侍が事実上の解散。ジュニア内新グループ・B&ZAIの結成が発表され、メンバーに選ばれる。

## 人物
ジャニーズJr.としての活動を半年間休業し、高校受験を経て早稲田大学高等学院に進学。2021年3月に早稲田大学創造理工学部経営システム工学科を卒業し、同年4月に早稲田大学大学院創造理工学研究科の修士課程に進学した。社会に起きている問題を分析し、そこに新たなシステムを導入した場合にどんな変化が起き、問題は解決するのかなどをシミュレーションする「社会システムモデリング」を研究分野に選び、修士2年目のときには「最適なチケット販売方法の提案」という論文を発表し、日本経営工学会主宰の「Best Presentation Award」秋季大会で表彰される。2023年3月に修士課程を修了し、所属事務所ではSnow Manの阿部亮平に続く2人目の院卒アイドルとなった。
中学時代には数学で全国模試1位（100点）をとったこともある。阿部亮平が率いるジャニーズクイズ部にも所属している。
趣味は釣り・料理で、料理教室にも3年程通っていた。特技は数学・ピアノ、サッカー。

## 出演
個人での出演のみ記載。グループでの活動については天才Genius#出演および7 MEN 侍#出演を参照。

### テレビドラマ
- トッカイ〜不良債権特別回収部〜 第2話（2021年1月24日、WOWOW） - 斎藤久志 役[17]
- 今どきの若いモンは（2022年4月9日 - 5月28日、WOWOW）- 稲垣勇吾 役[18]

### テレビ番組
- NHK短歌（2022年4月1日 - 2023年3月5日、Eテレ）[19][注釈 1][22]

### 舞台
- Johnny's Dome Theatre 〜SUMMARY〜（2012年9月8日 - 9日、TOKYO DOME CITY HALL）[23]
- 2015新春 JOHNNYS' World（2015年1月1日 - 27日、帝国劇場）[24]
- 東SixTONES×西関西ジャニーズJr.SHOW合戦（2017年2月18日 - 26日、新橋演舞場）[25]
- 脳内ポイズンベリー（2020年3月21日 - 25日、新国立劇場中劇場[注釈 2]） - 石橋 役[27]
- 幸福王子（2020年10月24日 - 31日、シアター1010 / 11月4日 - 8日、京都劇場） - 主演・王子 役[6][28]
- Rock Reading『ロビン』〜「ロビン・フッドの愉快な冒険」より〜（2021年10月21日 - 31日、ヒューリックホール東京 / 11月5日 - 7日、COOL JAPAN PARK OSAKA WWホール） - 主演・ロビン・フッド 役[29][30]
- LOSERVILLE（英語版）（2023年3月5日 - 22日、新橋演舞場 / 4月6日 - 4月16日、大阪松竹座 / 4月20日 - 21日、上野学園ホール / 4月26日 - 30日、御園座） - ルーカス・ロイド 役[31][32]
- NIKKATSU×LEGENDSTAGE CINEMATIC STAGE『東京流れ者』（2024年3月30日 - 31日、京都劇場 / 4月10日 - 15日、シアター1010） - 相沢健次 役[33][34]
- シークレットライフ - Secret Life of Humans（2025年3月28日 - 4月13日、シアタートラム / 4月18日 - 20日、梅田芸術劇場シアター・ドラマシティ） - 主演・ジェイミー・ブロノフスキー 役[35]

### イベント
- ジャニーズ大運動会 2017（2017年4月16日、東京ドーム）[36]

### コンサート
- マイナビ サマステライブ2023 俺たちがミライだ!!（2023年8月15日、EX THEATER ROPPONGI） - PAISEN応援隊として出演[37][38]